# Hotel Eden w Sopocie
Hotel Eden – zbudowany około 1910 roku hotel w Sopocie przy ówczesnej Südbadstraße (ul. Łazienek Południowych), obecnie ul. Kordeckiego 4-6.

## Historia
Budynek wybudowała firma deweloperska Warmuth & Arndt. W 1912 obiekt zaadaptowano do potrzeb hotelowych na 50 miejsc noclegowych według projektu Wilhelma Lippke. W 1919 odkupił budynek polski przedsiębiorca Józef Draheim, który reklamując się podkreślał, iż prowadzi usługi dla Polaków. Hotel stał się w Sopocie centrum spotkań ówczesnej polskiej arystokracji i ludzi majętnych. W jadalni stoi fortepian na którym grał Ignacy Paderewski. Na początku 1945 hotel pełnił rolę niemieckiego lazaretu.
Po II wojnie światowej hotel stał się domem wczasowym Ministerstwa Bezpieczeństwa Publicznego, następnie Komitetu do spraw Bezpieczeństwa Publicznego i Ministerstwa Spraw Wewnętrznych. W 1992 hotel powrócił do rodziny Józefa Draheima, która kontynuuje dotychczasową działalność, obecnie prowadząc w nim Pensjonat Eden.
W 2016 roku obiekt został zgłoszony do konkursu Modernizacja Roku i uzyskał nagrodę im. prof. Wiktora Zina, które w ramach konkursu przyznaje Stowarzyszenie Ochrony Narodowego Dziedzictwa Materialnego.